# Paolo Gregoletto
Paolo Gregoletto (ur. 14 września 1985 w Miami) – basista amerykańskiej grupy muzycznej Trivium. Występował również w zespole Metal Militia. Mieszka w Pompano Beach na Florydzie.

## Dyskografia
- Metal Militia – Perpetual State of Aggression (2003)
- Trivium – Ascendancy (2005)
- Trivium – The Crusade (2006)
- Trivium – Shogun 将軍 (2008)
- Trivium – In Waves (2011)
- Trivium – Vengeance Falls (2013)
- Trivium – Silence in the Snow (2015)
- Trivium – The Sin and the Sentence (2017)
- Trivium – What The Dead Man Say (2020)

## Instrumentarium
- Warlock Paolo Gregoletto Signature Bass 5[2]
- Paolo Gregoletto Signature 5 St Warlock Bass[2]